# Michał Merczyński
Michał Tadeusz Merczyński (ur. 3 maja 1962 w Poznaniu) – polski kulturoznawca, animator kultury, menedżer instytucji oraz festiwali kulturalnych.

## Życiorys
Ukończył w 1985 kulturoznawstwo na Uniwersytecie im. Adama Mickiewicza w Poznaniu. Uzyskał także dyplom European Diploma in Cultural Art Management. W latach 1984–1989 pracował jako menedżer Orkiestry Ósmego Dnia (którą utworzyli Jan A.P. Kaczmarek, Grzegorz Banaszak i Maciej Talaga).
W 1991 zainicjował Międzynarodowy Festiwal Teatralny MALTA (w 2009 przemianowany na Malta Festival Poznań), objął stanowisko dyrektora tego festiwalu. Zajmował je do 2023, kiedy to po zakończeniu jego 33. edycji złożył rezygnację, motywując ją chęcią, by imprezę tę dalej prowadził ktoś z młodszego pokolenia. W 2007 zainaugurował festiwal muzyczny NOSTALGIA, organizowany przez Fundację Malta. Od 1996 do 1997 był redaktorem w TVP Poznań.
Był dyrektorem biura Towarzystwa Muzycznego im. Henryka Wieniawskiego w Poznaniu (1997–2002), kierował Teatrem Rozmaitości w Warszawie (2002–2005), Festiwalem Dialogu Czterech Kultur (2003–2005), Polskim Instytutem Sztuki Filmowej (2005). W 2005 został dyrektorem Polskiego Wydawnictwa Audiowizualnego, które w 2009 przekształcono w Narodowy Instytut Audiowizualny (kierował tą instytucją do 2017). Był w gronie ekspertów Programu Kultura 2007–2013 prowadzonego przez Komisję Europejską, opracował polską prezentację artystyczną na Expo 2000 w Hanowerze. Koordynował krajowy program kulturalny polskiej prezydencji w Radzie Unii Europejskiej. W 2025 powołany na dyrektora Nowego Teatru w Warszawie.

## Odznaczenia i wyróżnienia
W 2002 wraz z Lechem Raczakiem uhonorowany przez tygodnik „Polityka” dyplomem „Kreator kultury”. W 2013 odznaczony Krzyżem Kawalerskim Orderu Odrodzenia Polski.